# Аглаонема умеренная
Аглаонема умеренная, или Аглаонема скромная (лат. Aglaonema modestum) — вечнозелёное травянистое растение, вид рода Аглаонема (Aglaonema) семейства Ароидные (Araceae).

## Ботаническое описание
Растения вертикального роста.

Стебель с соцветием

Стебли зелёные, прямые, 40—70 см высотой, 1,5—2 см в диаметре. Междоузлия короткие, 1—2 см длиной.

### Листья
Листья в основном скученные на верхушке стебля. Черешки зелёные, 5—20 см длиной, вложенные во влагалища более, чем на ½ длины. Листовая пластинка бледно-зелёная снизу, зелёная сверху, кожистая, от овальной до овально-ланцетовидной, в основании тупая или ширококлиновидная, на вершине заострённая, 15—25 см длиной, 6—9 см шириной. Первичные жилки по 4 или 5 с каждой стороны, выступающие, изгибаются дугообразно; вторичные — неясные, параллельные первичным.

### Соцветия и цветки
Цветоножка (5)10—12,5 см длиной. Покрывало продолговато-ланцетовидное, (5,5)6—7 см длиной, 1,5—2 см в диаметре, на вершине длинно-заострённое. Початок цилиндрический, около 2⁄3 длины покрывала, на ножке около 10 мм длиной. Женская зона 5—8 мм длиной; завязь полушаровидная; столбик короткий; рыльце дискообразное. Мужская зона удлинённая, 2—3 см длиной, 3—4 мм в диаметре; тычинки четырёхугольные, на вершине усечённые; пыльники вскрываются растрескиванием поры.
Цветёт в мае.

### Плоды
Плоды — ягоды от зелёных до жёлто-красных, в зрелом виде красные, продолговатые, около 20 мм длиной и 8 мм в диаметре.
Семя продолговатое, около 1,7 см длиной.
Плодоносит в октябре — ноябре.

## Распространение
Встречается в Китае (Юньнань и Гуандун), Юго-Восточном Бангладеш, Северном Лаосе и Северном Таиланде.
Растёт в густых влажных тропических лесах, на горных склонах, на высоте 500—1700 м над уровнем моря.

## Практическое использование
Выращивается в садах в качестве вечнозелёного декоративного растения, а также как комнатное растение. Выращивается также в аквариумах с закрытым стеклом и низким уровнем воды, может расти и под водой, но при этом растёт очень медленно. В аквариумистике этот вид очень редок из-за трудности его размножения: размножается только корневыми отпрысками, которые растут очень медленно и в небольшом количестве.